# Pseudepidosis trifida
Pseudepidosis trifida är en tvåvingeart som beskrevs av Boris Mamaev 1966. Pseudepidosis trifida ingår i släktet Pseudepidosis och familjen gallmyggor. Inga underarter finns listade i Catalogue of Life.